# 트레이시 미든도프
트레이시 미든도프(Tracy Middendorf, 1970년 1월 26일 ~ )는 미국의 배우이다.
마이애미에서 태어났다.

## 출연 작품
- 스노우플레이크 (2014년)
- 엘리자베스비숍의연인 (2013년) - 메리 역
- 보이 원더 (2010년) - 메리 역
- 저스트 애드 워터 (2008년)
- 엘 코테즈 (2006년) - 테다 역
- 대통령을 죽여라 (2004년)
- 사랑을 위하여 (1999년)
- 나이트메어 7 - 뉴 나이트메어 (1994년)

### 텔레비전
- 우리 생애 나날들 (1992)
- 베벌리힐스 아이들 (1993-94)
- 제시카의 추리극장 (1996)
- 스타 트렉: 딥 스페이스 나인 (1996)
- 앨리 맥빌 (1999)
- 밀레니엄 (1999)
- 시카고 메디컬 (1999)
- 엑스파일 (2000)
- 더 프랙티스 (2000, 2002)
- 식스 핏 언더 (2001)
- JAG (2002)
- 24 (2002)
- 앨리어스 (2003)
- CSI: 과학수사대 (2003)
- 하우스 (2005)
- 로스트 (2007)
- 성범죄수사대: SVU (2007)
- 본즈 (2009)
- 멘탈리스트 (2010)
- 보드워크 엠파이어 (2010-12)
- 스크림 (2015-16) - 매기 역